# Sandro Vignini
Sandro Vignini (Vicchio, 14 maggio 1964 – Barberino di Mugello, 24 febbraio 2005) è stato un calciatore italiano, di ruolo difensore.
È scomparso nel 2005 all'età di 40 anni a seguito di un incidente stradale.

## Carriera
Conta 178 presenze ed una rete in Serie B, campionato al quale ha partecipato con le maglie di Modena e Lucchese.

## Palmarès
- Coppa Italia Serie C: 1

Lucchese: 1989-1990